# Kapuschongfältmätare
Kapuschongfältmätare (Catarhoe cuculata) är en fjärilsart som beskrevs av Hüfnagel 1767. Kapuschongfältmätare ingår i släktet Catarhoe och familjen mätare. Arten är reproducerande i Sverige. Inga underarter finns listade i Catalogue of Life.

## Bildgalleri

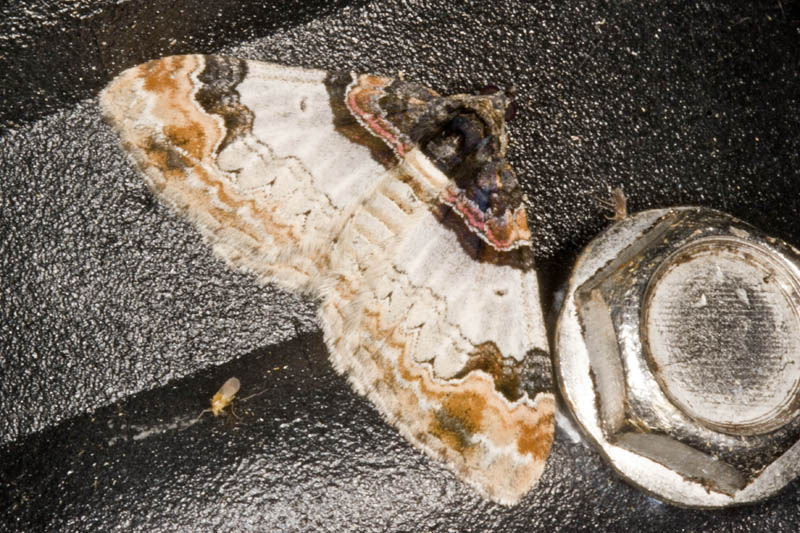
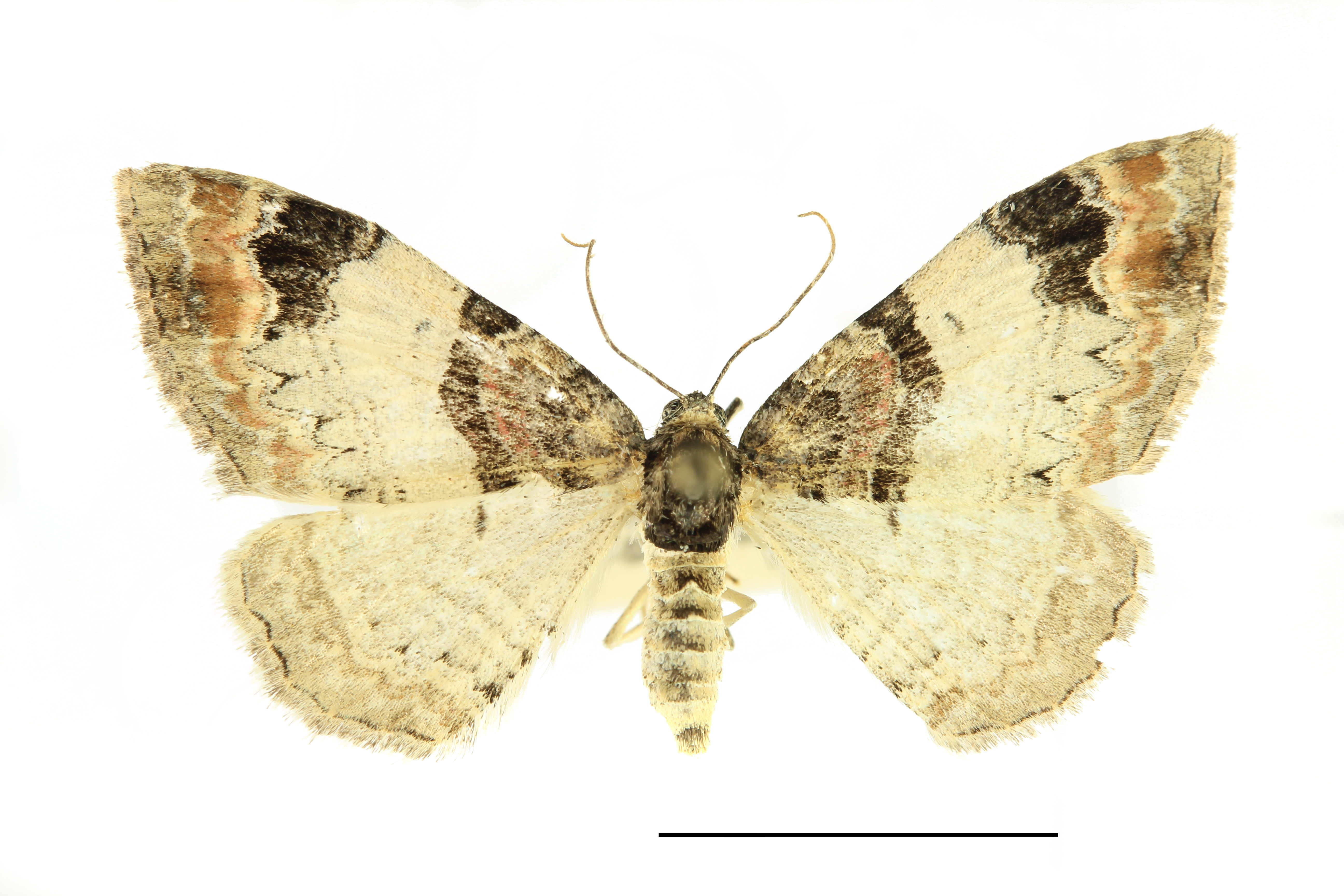
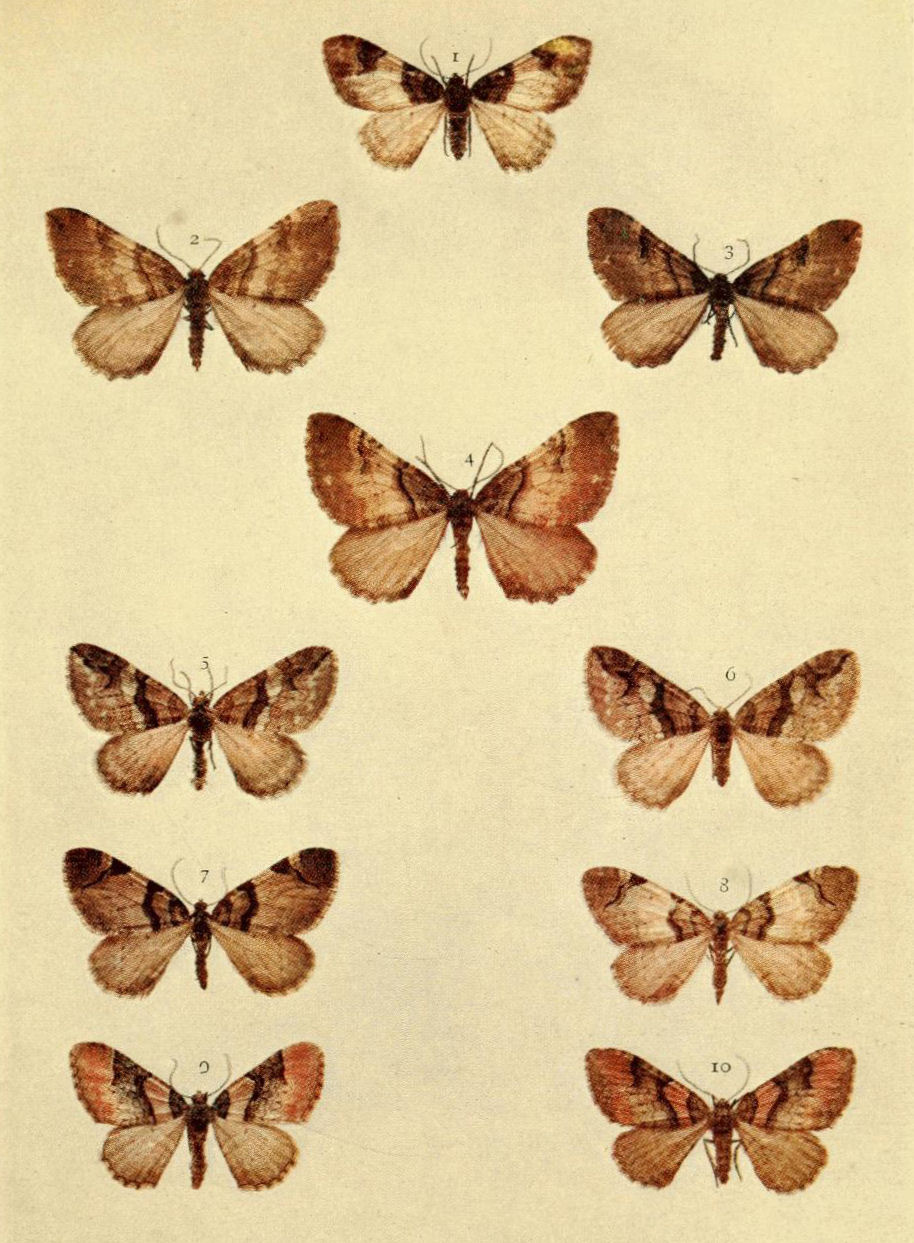